# Liste der Biografien/Few
Liste der Biografien |
Portal Biografien |
Personensuche
# |
A |
B |
C |
D |
E |
F |
G |
H |
I |
J |
K |
L |
M |
N |
O |
P |
Q |
R |
S |
T |
U |
V |
W |
X |
Y |
Z |
?
 
Fa |
Fe |
Ff |
Fh |
Fi |
Fj |
Fk |
Fl |
Fm |
Fn |
Fo |
Fr |
Ft |
Fu |
Fy
 
Fea |
Feb |
Fec |
Fed |
Fee |
Fef |
Feg |
Feh |
Fei |
Fej |
Fek |
Fel |
Fem |
Fen |
Feo |
Fer |
Fes |
Fet |
Feu |
Fev |
Few |
Fey |
Fez
Die Liste der Biografien führt alle Personen auf, die in der deutschsprachigen Wikipedia einen Artikel haben. Dieses ist eine Teilliste mit 9 Einträgen von Personen, deren Namen mit den Buchstaben „Few“ beginnt.

## Few
- Few, Bobby (1935–2021), US-amerikanischer Jazzpianist
- Few, William (1748–1828), US-amerikanischer Politiker (parteilos)

### Fewe
- Fewell, Garrison (1953–2015), US-amerikanischer Jazz-Gitarrist und Hochschullehrer

### Fewk
- Fewkes, Jesse Walter (1850–1930), US-amerikanischer Naturgeschichtler, Zoologe, Ethnologe und Archäologe

### Fews
- FewSmith, Henry (1821–1846), US-amerikanischer Porträt-, Akt- und Figurenmaler
- Fewson, Dietrich Karl Ernst (1925–2004), deutscher Agrarwissenschaftler Populationsgenetiker und Tierzüchter
- Fewson, Georg von (1863–1931), deutscher Kommunalpolitiker

### Fewt
- Fewtrell, Malcolm (1909–2005), englischer Polizist
- Fewtrell, Max (* 1999), britischer RennfahrerMax Fewtrell (* 1999)

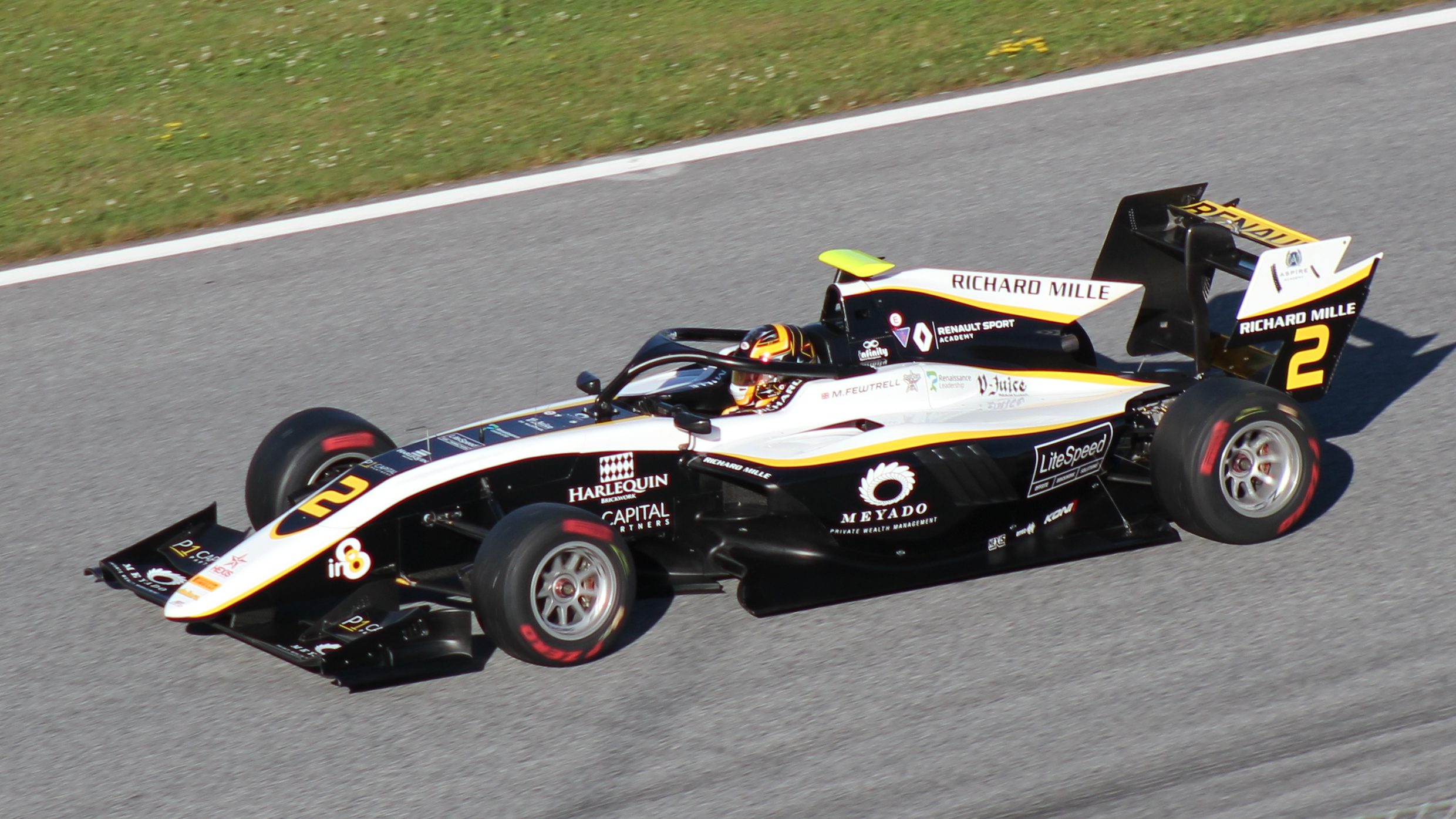
Max Fewtrell (* 1999)